# 곽린
곽린(郭麟)은 고려 후기의 문신이다. 본관은 청주(淸州)이다.

## 생애
1285년(충렬왕 11) 과거에 장원으로 급제하여 문한서(文翰署)에 근무하였는데, 충직하고 문장이 뛰어났다. 그는 여러 사람에게 말하기를, “일이 사양하지 않기가 어려우면 신하의 의리로 어찌 사양하겠는가?”라고 하니, 어떤 사람이 이를 재상(宰相)에게 말하자, 재상이 기뻐하며 그를 서장관(書狀官)으로 임명하고 공역서령(供驛署令)으로 승진시켰다. 장인 최양(崔諹)이 재상을 찾아가 왕에게 아뢰어 번복시켜 달라고 부탁하려 하자 곽린이 분연히 말하기를, “어차피 한번 죽게 마련인데 나랏일로 죽는 것이 처자의 보살핌 속에서 죽는 것보다 낫지 않습니까?”라며, 일본으로 떠났다.
1292년 태복윤(太僕尹) 김유성(金有成)이 원나라의 조양필(趙良弼)과 함께 선유사(宣諭使)로 일본에 갈 때 서장관(書狀官)으로 동행하였는데, 일본은 1281년의 정벌에 원한을 품고 사신 일행을 모두 억류한 채 돌려보내지 않았다. 
나라에서는 사정을 딱하게 여겨 곽린에게 관직을 주고 청주의 추동(楸洞)에 있는 밭을 하사하였다. 곽린은 끝내 고려에 돌아오지 못하고 일본에서 죽었으며, 아들 곽지태(郭之泰)는 벼슬이 판도정랑(版圖正郞)에 올랐으나, 나이 70세가 넘어서까지 아버지를 슬퍼하고 사모하는 마음이 더욱 심해져서 벼슬을 좋아하지 않았다. 
곽지태의 아들 곽충수(郭忠秀)는 강개(慷慨)하여 의지와 기개가 있었으며, 대간(臺諫)에 올라 역임하며 명성과 공적이 있었고, 벼슬이 통헌대부(通憲大夫)에 이르렀다. 일찍이 추동에 정자를 짓고 이름 짓기를 영모정(永慕亭)이라 하였는데, 할아버지 곽린을 그리워하며 붙인 것이다.